# Рейтарська, 15
Колишня поліклініка Спілки письменників України (поліклініка Літфонду Спілки письменників України, «Драбина (Сходи) до неба», «Будинок-бульдозер») — яскравий зразок архітектури модернізму. Розташована у Києві, на Рейтарській вулиці, 15.

## Історія ділянки
На початку ХІХ століття садиба об'єднувала кілька ділянок — від № 9 до № 15. Нею володіли поміщики Білозерські. 1872 року виокремлену ділянку № 15 викупив Михайло Богданов. 1873 року за проєктом архітектора Михайла Іконнікова звели будинок, перший поверх якого був цегляний, а другий — дерев'яний. Після смерті власника у 1907 році ділянка перейшла до Варвари Луцкевич. 1909 року вона пристосувала будинок під готель «Рим».
Близько 1922 року садибу націоналізувала радянська влада.
1979 року будівлю знесли.

## Поліклініка Спілки письменників України

Портал у стилі бароко

1986 року за проєктом архітекторів Авраама Мілецького й Володимира Шевченка спорудили будівлю поліклініки Спілки письменників України (СПУ). Володимир Шевченко згадував, що поліклініка будувалася з не зовсім якісних матеріалів. Іноді навіть цегла ламалася навпіл під своєю вагою. Однак у таких умовах будівельники тресту «Київміськбуд» зуміли спорудити неординарну будівлю у середмісті.
Поліклініка перебувала на балансі Спілки письменників України. 2007 року голова СПУ Володимир Яворівський дозволив передати будівлю товариству з обмеженою відповідальністю «Центр краніальної терапії» (згодом «Багатопрофільний лікувально-хірургічний центр»), яке перетворило заклад на приватну клініку. 2015 року Окружний адміністративний суд міста Києва скасував передачу будівлі та ухвалив рішення про повернення її СПУ. Однак зрештою будівля залишилась у власності приватних структур. Станом на 2021 рік нею володіло ТОВ «Бракераж». 2019 року фірма розпочала ремонтні роботи під наглядом архітектора Олега Дроздова, відомого такими найсуперечливішими роботами, як Театр на Подолі і ЖК «Saga City Space».
У серпні 2020 року один з архітекторів споруди Володимир Шевченко звернувся з листом до міського голови Віталія Кличка. У ньому повідомлялось, що після передачі будівлі в приватні руки її не обслуговували понад десяти років. Через поступову руйнацію гідроізоляційного шару на терасах почав сипатися тиньк й облущуватися цегла. Однак споруда у цілому перебуває в належному стані. Натомість власник оголосив про аварійність будівлі й ініціював демонтаж парапетів балконів на верхніх поверхах. Це зроблено з метою отримання дозволу на протиаварійні роботи, під виглядом яких заплановано здійснити надбудову.

## Архітектура
Споруда зведена у стилі архітектурного модернізму. Її площа становить 1 553,5 квадратних метрів. Балкони на четвертому — шостому поверхах виконані у формі висувних шухлядок або сходів. За свій зовнішній вигляд її прозвали «Драбиною (Сходами) до неба» (назва мимоволі відсилає до біблійної «Драбини Якова», яка вела до неба). Інша, менш поетична назва — «Будинок-бульдозер» — пов'язана зі схожістю балконів з відвалами бульдозера.
Портал з боку Рейтарської вулиці виконаний у стилі бароко. Над ним у цеглі оформлено медичний символ — Червоний Хрест.
У цілому всі архітектуні твори Авраама Мілецького функціональні, лаконічні й елегантні. Водночас у них проглядаються футуристичні риси.

## Ротонда
1986 року в подвір'ї поліклініки Авраам Мілецький і Володимир Шевченко спорудили циліндричну будівлю діаметром 16 метрів. 2008 року її продали. Приміщення зайняли під спа-салон. Під час ремонту власник порушив первісний модерністський вигляд споруди, яку декорував під «за́мок». У грудні 2019 року на аукціоні споруду придбали інвестори — засновник галереї й бару «The Naked Room» Марк Вілкінс та інші, — які відновили її. Реставраційні роботи проводились під керівництвом архітектора Еміля Дервіша. 23 серпня 2021 року тут відкрили «Рейтарська Circle», в якому розмістилися п’ять гастрономічних закладів.

## Ілюстрації

«Будинок-бульдозер», балкони якого схожі на відвали
Графіті на занедбаній споруді
Реконструкція ротонди у 2021 році